# Latham
Latham je priimek več oseb:
- Arlie Latham, ameriški igralec bejzbola
- Francis Latham, britanski general
- Harold Cecil Latham, britanski general
- John Latham (prirodoslovec), angleški zdravnik in prirodoslovec